# Pontigny
Pontigny là một xã trong tỉnh Yonne, thuộc vùng Bourgogne-Franche-Comté của nước Pháp, có dân số là 748 người (thời điểm 1999). Xã nổi tiếng vì có tu viện Pontigny và trụ sở của Mission de France.

## Nhân khẩu học
| 1962 | 1968 | 1975 | 1982 | 1990 | 1999 |
| ---- | ---- | ---- | ---- | ---- | ---- |
| 664  | 668  | 684  | 727  | 737  | 748  |